# Chamberlin-Johnson-DuBose
De Chamberlin-Johnson-DuBose Company was van 1866 tot 1931 een toonaangevend warenhuis in Atlanta en concurreerde met Rich's.
De oorspronkelijke winkel was gevestigd aan de oostkant van Whitehall Street (nu Peachtree Street SW), ten zuiden van Hunter Street (nu M.L. King Boulevard). In dat blok is nu het Fulton County Government Center gevestigd.
In mei 1918 verhuisde de winkel "precies 60 passen naar het zuiden" naar een nieuw gebouw van vijf verdiepingen. De J.M. High Company (ook bekend als High's Department Store nam de ruimte over.
De winkel ging in 1930 failliet en sloot het jaar daarop zijn deuren.